# Bangor, Morbihan

Bangor este o comună în departamentul Morbihan, Franța. În 1 ianuarie 2022 avea o populație de 1.002 de locuitori.